# Conus flavus
Conus flavus é uma espécie de gastrópode do gênero Conus, pertencente à família Conidae.